# Kijewskaja starina

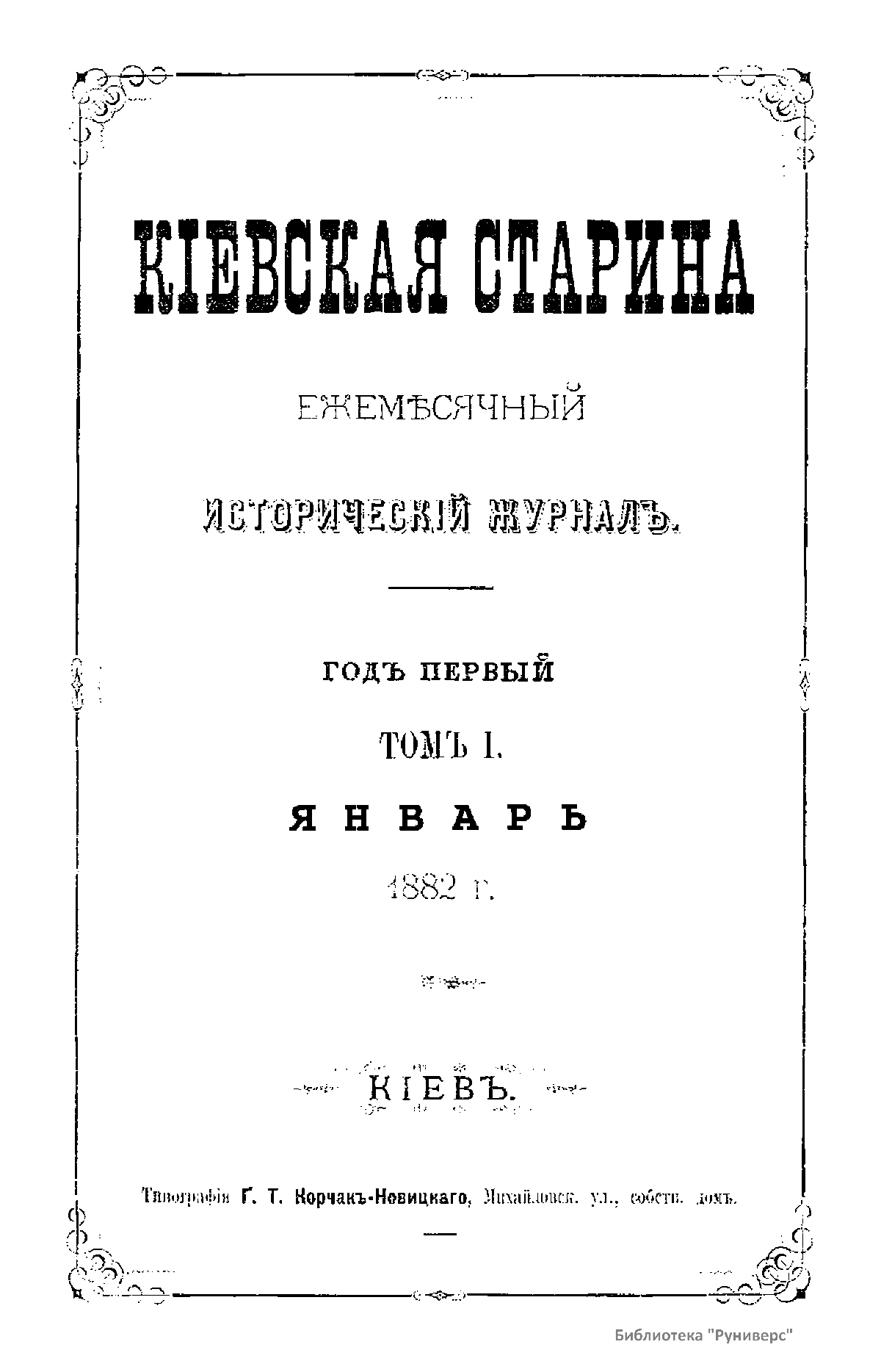
1. Ausgabe (1882)

Kijewskaja starina (russisch Киевская старина, in der Schreibweise vor der Rechtschreibreform Кіевская старина, wörtlich „Kiewer Altertum“) war eine wissenschaftliche, historische und literarisch-ethnographische Zeitschrift.
Die Zeitschrift wurde 1882 von Feofan Lebedynzew, Wolodymyr Antonowytsch, Oleksandr Lasarewskyj und Pawlo Schytezkyj gegründet und größtenteils von Wassyl Symyrenko finanziert. Sie wurde auf Russisch gedruckt und in Kiew veröffentlicht. Zu ihren Herausgebern gehörten unter anderen Feofan Lebedynzew und Wolodymyr Naumenko.
Zu den Mitwirkenden gehörten unter anderen Nikolai Kostomarow, Mychajlo Drahomanow, Mykola Daschkewytsch, Kostjantyn Mychaltschuk, Oleksandr Russow, Wolodymyr Antonowytsch, Oleksandr Lasarewskyj, Pawlo Schytezkyj, Wolodymyr Naumenko, Iwan Manschura, Wassyl Horlenko, Iwan Lutschyzkyj, Wolodymyr Ikonnykow, Dmytro Bahalij, Nikolai Sumzow, Iwan Franko, Apollon Skalkowski, Orest Lewyzkyj, Mykola Wassylenko, Mychajlo Hruschewskyj, Ahatanhel Krymskyj, Mykola Biljaschiwskyj und Wolodymyr Hnatjuk.
Über 25 Jahre lang war die Zeitschrift das einzige gedruckte Medium der ukrainischen Wissenschaft im ukrainischen Teil des Russischen Kaiserreichs. Sie veröffentlichte Forschungs- und Dokumentationsmaterialien zu Geschichte, Archäologie, Ethnographie, Philologie und Bibliografie. 1890 begann man mit der Veröffentlichung von Belletristik, die ab 1897 auf Ukrainisch erschien, und von Literaturkritiken. Kijewskaja starina stand den jüdischen Interessen aufgeschlossen gegenüber. Bis 1907 veröffentlichte die Zeitschrift Dutzende von Artikeln, die der Geschichte der Juden in der Ukraine gewidmet waren.
Die führenden ukrainischen Wissenschaftler und Kulturschaffenden der Zeit versammelten sich um die Zeitschrift und bildeten so etwas wie eine gelehrte Gesellschaft. Um die Jahrhundertwende entwickelte sich Kijewskaja starina zu einer Art Enzyklopädie der Ukrainistik. Die Zeitschrift veröffentlichte historische Materialien wie die Tagebücher und die Korrespondenz mehrerer prominenter Ukrainer im 19. Jahrhundert.
1907 wurde die Veröffentlichung der Kijewskaja starina eingestellt. Ihre Nachfolgerin wurde die Zeitschrift Ukraïna, die auf Ukrainisch erschien. Ein systematischer Index wurde 1911 veröffentlicht.